# Списък на депутатите в Учредителното събрание
В българската историческа наука са съществували и съществуват различни мнения относно списъка и броя на присъствалите депутати в Учредителното събрание на България, заседавало от 10 февруари до 16 април 1879 година в Търново. Причините за неясния брой народни представители са доста — загубена документация, получаването на мандат по два различни начина, замяната на лица с повече от един мандат, късното пристигане в Търново на вече избрани депутати и ранното напускане на събранието от други, грешки в изписването на имената.
Много български историци се позовават на числото 229. Този брой е посочен в списъка с депутати в първото издание на Дневниците на Търновската конституция от 1879 г., както и в изследването на изтъкнатите историци Елена Стателова и Зина Маркова по случай 100-годишнината от Търновската конституция.
По-ново изследване на проф. д.и.н. Милко Палангурски посочва, че е по-правилно да говорим за 230 български народни представители. Подписът на Костаки Маринович се вижда ясно под текста на Конституцията, макар неговото име да не фигурира в първоначалния списък с депутати.
Реално по време на заседанията присъстват различен брой народни представители. Не са запазени до днес присъствените списъци на депутатите за всяко отделно заседание или както са се наричали тогава - "нарочни книги".
От 230 български представители 117 взимат участие „по право“ – това са председатели на висшето духовенство, председатели на окръжни съдилища и други институции; 89 депутати са избрани от населението и 24 са назначени пряко от княз Дондуков-Корсаков като представители на различни общности в България и на няколко обществени организации – Рилския манастир, Одеското българско настоятелство, Виенското българско общество „Напредък“, Българското книжовно дружество и Кишиневското българско общество.
Списъкът на депутатите присъства в Протоколите на Учредителното народно събрание, отпечатани за пръв път въз основа на ръкописните дневници, в средата на 1879 г. в типографията на Любен Каравелов и Нестор Жейнов. През 2009 година издателството на Народната библиотека „Св. св. Кирил и Методий“ преиздава фототипно тази книга.
В по-късното издание на Дневниците от 1911 година има някои противоречия с първото издание.
В работата на Учредителното събрание взема участие и Сергей Лукиянов – специален представител на княз Дондуков-Корсаков и автор на проекта за българска конституция. Неговият подпис стои заедно с подписите на 211 български депутати под текста на приетата конституция.
Списъкът по-долу е от Първото издание на Протоколите (ползвано е фототипното издание от 2009 г.), като донякъде е запазен оригиналният правопис и изписване на имената. По-надолу са посочени откритите грешки и неточности при имената.

## Членове по право

### Висшето православно духовенство
(По право е бил избран и Негово Блаженство Йосиф I — екзарх български, но той не е взел участие в УС по лични убеждения)
1. Антим, видински митрополит, бивш български екзарх,
2. Григорий, доростоло-червенски митрополит,
3. Мелетий, софийски митрополит,
4. Симеон, варненско-преславски митрополит,
5. Илларион, кюстендилски митрополит,
6. Доситей, самоковски митрополит,
7. Евстатий, пелагонийски и пиротски митрополит,
8. Кирил, варненски патриаршески митрополит,
9. Климент, браницки епископ, управляващ  Търновската епархия,
10. Константин, архимандрит управляващ Врачанската епархия.

### Друговерно духовенство
11. Хафъз Сюлейман, мюфтия на Видинската губерния,
12. Гавриил Аврамов, софийски равин.

### Членове на съдилищата от висшата инстанция
13. Марко Балабанов (същият е депутат и на Свищовския окръг),
14. Димитрий Греков (по това време е председател на Върховния съд).

### Председатели на съдилищата и управителните съвети

#### от Софийската губерния
15. Константин Стоилов, председател на Софийския губернски съд,
16. Георги Кирков, председател на Софийския окръжен съд,
17. Димитрий Карамфилов, председател на Самоковския окръжен съд.
18. Димитрий Чуков, председател на Дупнишкия окръжен съд.
19. Василий Диямандиев, председател на Кюстендилския окръжен съд.
20. Кирил Василев, председател на Радомирския окръжен съд.
21. Димитрий Казанакли, председател на Орханийския окръжен съд.
22. Харалампий Златанов, председател на Златишкия окръжен съд,
23. Григорий Начевич, председателствующий на Софийския губернски съвет,
24. Спас Тумпаров, председател на Софийския окръжен съвет,
25. Василий Пупешков, председател на Орханийския окръжен съвет,
26. Манол Златанов, председател на Златишкия окръжен съвет,
27. Иванчо Сребърников, председател на Самоковския окръжен съвет,
28. Тричко Батановский, председател на Радомирския окръжен съвет,
29. Христо Векиларчев, председател на Кюстендилския окръжен съвет.
30. Христо Гранчаров, председател на Дупниченския окръжен съвет.

###### Председатели на градските съвети в същата губерния
31. Тодор Пешов, председател на Софийския градски съвет.
32. Стоян Стаменов, председател на Орханийския градски съвет.
33. Димитър Савов, председател на Златишкия градски съвет.
34. Иванчо Доспевски, председател на Самоковския градски съвет.
35. Нако Тонев, председател на Радомирския градски съвет.
36. Атанас Хранов, председател на Кюстендилския градски съвет.
37. Василий Мазников, председател на Дупниченския градски съвет.

#### От Търновската губерния
38. Николай Михайловски, председател на Търновския губернски съд.
39. Иван Христов Касабов, председател на Търновския окръжен съд.
40. Илия Денчев, председател на Севлиевския окръжен съд.
41. Анастас Кунчов, председател на Ловченския окръжен съд.
42. Иван Златин, председател на Габровския окръжен съд.
43. Кръстьо Байчов, председател на Османпазарския окръжен съд.
44. Петко Бакалов, председател на Еленския окръжен съд.
45. Петко Каравелов, председател на Търновския губернски съвет,
46. Цани Гинчев, председател на Търновския окръжен съвет.
47. Калчо Симеонов, председател на Габровския окръжен съвет.
48. Христо Сухиндолский, председател на Севлиевския окръжен съвет.
49. Димитър Пъшков, председател на Ловченския окръжен съвет,
50. Никифор Константинов, председател на Еленския окръжен съвет,
51. Стефан Дервентский, председател на Османпазарския окръжен съвет,

###### Председатели на градските съвети в същата губерния
52. Георги Иванов в Търново,
53. Сава Илиев в Габрово,
54. Христо Спиридонов в Севлиево,
55. Коста Вачов в Ловеч,
56. Николай Икономов в Елена,
57. Стефан Попов в Осман-Пазар,

#### От Видинската губерния
58. Илия Цанов, председател на Видинския губернский съд,
59. Петър Дамянов, председател на Видинския окръжен съд,
60. Митко Маринов, председател на Ломско-Белоградчиския окръжен съд.
61. Лука Радулов, председател на Раховския окръжен съд.
62. Симеон Подбалкански, председател на Врачанския окръжен съд.
63. Димитър Катранов, председател на Берковския окръжен съд.
64. Димитър Златаров, председател на Видинския окръжен съвет.
65. Илия Щърбанов, председател на Ломпаланския окръжен съвет.
66. Юрдан Наумов, председател на Берковския окръжен съвет.
67. Димитрий Катранов, председател на Раховския окръжен съвет.
68. Миленко Попов, председател на Белоградчишкия окръжен съвет.
69. Костаки Анков, председател на Врачанския окръжен съвет.

##### Председатели на градските съвети в същата губерния
70. Ванко Нешов в гр. Видин,
71. Ангел Иванчов в гр. Лом-Паланка,
72. Димитрий Петров в гр. Берковица,
73. Теодор Шиваров в гр.Оряхово,
74. Иванчо Николаев в гр. Враца (заменен от Тодор Димитров по собствено желание).

#### От Русчушка губерния
75. Никола Стойчев, председател на Русчушкия губернския съд.
76. Стоил Попов, председател на Русчушкия търговски съд.
77. Симеон Златев, председател на Русчушкия окръжен съд.
78. Стефан Панов, председател на Плевенския окръжен съд.
79. Георги Боров Ненович, председател на Никополския окръжен съд.
80. Димитрий Кръстич, председател на Свищовския окръжен съд.
81. Кирияк Цанков, председател на Тутраканския окръжен съд.
82. Николай Неделчев, председател на Разградския окръжен съд.
83. Спиридон Грамадов, председател на Ескиджумайския окръжен съд.
84. Павел Братоев, председател на Русчушкия окръжен съвет.
85. Янко Ванков, председател на Свищовския окръжен съвет.
86. Христаки Филипов, председател на Никополския окръжен съвет.
87. Златан Иванов, председател на Плевенския окръжен съвет.
88. Георги Николов, председател на Тутраканския окръжен съвет.
89. Николай Петров, председател на Разградския окръжен съвет.
90. Х. Илия Х. Марков (заменил Димитрий Куцар), председател на Ескиджумайския окръжен съвет,
91. Иван Данев, председател на Русчушкия градски съвет,
92. Гавриил Ненович председател на Свищовския градски съвет;
93. Никола Вачов (заменил Параскев Костов), председател на Никополския градски съвет,
94. Иван Атанасов, председател на Плевенския градски съвет,
95. Кръстю Стоянов, председател на Тутраканския градски съвет,
96. Василий Попов, председател на Разградския градски съвет,
97. Христо Самсаров, председател на Ескиджумайския градски съвет,

#### От Варненската губерния
98. Яков Геров, председател на Варненския губернски съд.
99. Георги Велчев, председател на Варненския окръжен съд.
100. Гено Чолаков, председател на Силистренския окръжен съд.
101. Стамат х. Симеонов, председател на Шуменския окръжен съд.
102. Иван Кършовский, председател на Провадийския окръжен съд.
103. Калчо Бобчевский, председател на  окръжен съд.
104. Михаил Паничерский, председател на Балчишкия окръжен съд.
105. Андрей Стоянов, председателствующия на Варненския губернския съвет.
106. Димитрий Икономов от Тулча, председател на окръжния съвет в гр. Варна,
107. Желез Попов, председател на окръжния съвет в гр. Х.-Пазарджик,
108. Васил Холевич, председател на окръжния съвет в гр. Балчик,
109. Георги Вълчанов, председател на окръжния съвет в гр. Провадия,
110. Петър Бенов, председател на окръжния съвет в гр. Силистра,
111. Тодор Джебаров, председател на окръжния съвет в гр. Шумен.

##### Председатели на градските съвети във Варненска губерния
112. Величко Христов, в гр. Варна
113. Стефан Баев, в гр. Х.-Пазарджик,
114. Янаки Комнино, в гр. Балчик,
115. Николай Калипетревски, в гр. Провадия,
116. Димитрий Енчев, в гр. Силистра,
117. Николай Попов,  в гр. Шумен.

## Депутати по избори от окръзи

### Софийската губерния
От Софийския окръг
118. Христо Стоянов,
119. Цвятко Илчев,
120. Анко Цветанов,
121. Митро Йотов,
122. Гато Стоянов,
От Орханийския окръг
123. Х. Йончо Стоянов,
124. Павел Попов,
125. Марин Николов,
От Златишкия окръг
126. Лука Павлов,
От Самоковския окръг
127. Захари хаджи Гюров,
128. Михаил Мишайков,
От Радомирския окръг
129. Георгий Жабленски,
От Дупниченския окръг
130. Иван Каранов,
От Кюстендилския окръг
131 Григорий Караманов,
132. Димитрий Любенов (заменил Димитрий Ангелов),
133. Стефан Границки,

### Търновска губерния
От Търновския окръг
134. Х. Стоян Х. Панов,
135. Илия Костов,
136. Петър Генчев,
137. Петко Горбанов,
138. Д-р Стати Антонов,
От Габровския окръг
139. Иван Н. Гюзелев,
140. Д-р Алексий Христов,
От Севлиевския окръг
141. Петко Ганчев,
142. Михо Минков,
143. Гатко Кунчов,
От Ловчанския окръг
144. Власи Х. Петров,
145. Михаил Димчев,
146. Димитрий Икономов Ловченски,
147. Марин Луканов,
148. Иванчо Диков.
От Еленския окръг
149. Йордан Бакалов,
150. Илия Бобчев.
От Османпазарския окръг
151. Х. Тенчо Х. Тинев.

### Видинска Губерния[13]
Окръг Видински
152. Х. Петко Петков,
153. Даскал Петър от Новосело,
От Белоградчиския окръг
154. Цеко Панов,
Окръг Ломски
155. Георги Х. Захариев из Долгожевци,
156. Цеко Петков,
157. Първан Манчев,
Окръг Оряховски
158. Димитрий Цеков,
159. Д-р Иван Манчев,
160. Иван Стойнов,
161. Христо Кръстьов,
162. Нико Петров,
Окръг Врачански
163. Димитрий Бошнак (заменил Хаджи Вандо, който по това време отсъства от България),
164. Николчо Антонов,
165. Иван Стойнов,
166. Николчо Василиев (заменил Николчо Занкин, който отсъства по болест),
167. Цветко Попов,
168. Теодораки Димитриев (заменил Иванчо Николакиев),
Окръг Берковски
169. Михаил Първанов,
170. Атанас Цеков,
171. Константин Вацов,
172. Цеко Иванов,
173. Хаджипетър Хаджиилиев (заменил Юрдан Иванов),
Окръг Кулски
174. Гачо Цанков,

### Русчушка губерния
От Русчушкия окръг
175. Драган Цанков,
176. Петър Чернев,
177. Х. Иванчо Х. Пенчович,
178. Тодор Х. Станчев,
(Митрополит Григорий, Преосвещенний Епископ Климент и Петко Каравелов са депутати "по право" - № 2, 9 и 45. На мястото на някой от тях е присъствал следващия в списъка Костаки Маринович, другите 2 мандата от Русенски окръг остават неизпълнени).
179. Костаки Маринович.
От Разградския окръг
180. Свещеник Николай Икономов,
181. Георги Попов,
182. Петър Куюмджиев.
От Плевенския окръг
183. Илия Игнатов,
184. Д-р Г(еорги) Странски (заменил Георги Кирков),
(Архимандрит Константин и Георги Кирков са депутати "по право" -  № 10 и 16).
От Ескиджумайския окръг
185. Марко Георгиев (заменил Сава Стоянов).
От Свищовския окръг
186. Мирон Бешков.
(Марко Балабанов и Григорий Начович са депутати "по право" - № 13 и 23).
От Никополския окръг
187. Димо Хаджи Гендов,
188. Андрей Германов.
От Тутраканския окръг
189. Параскев Пеев.

### Варненска губерния
От Варненския окръг
190. Осман бей,
191. Стерю Анастасиади,
От Шуменския окръг
192. Димитрий Константинов,
193. Д-р Андрей Парушев,
194. Д-р Евтимий Върбев,
195. Николай Българов,
196. Хаджи Сюлейман,
(Митрополит Симеон участва "по право" - депутат по звание, вписан под № 5).
От Силистренския окръг
197. Петър Манолов,
198. Николай Балканский
199. Тодор Радев,
200. Христо Вълков (свещенник).
201. Никола Григориев.
Окръг Хаджи-оглу Пазаржишкий
202. Димитрий Попов,
Окръг Провадийский
203. Тодор Икономов,
204. Д-р Юрданов,
205. Христаки Груев.
От Балчикския окръг
206. Хаджи Генчо Хаджи Жечев.

## Депутати от различни учреждения и общества
207. Високопреподобний Пантелеймон , игумен на Св. Рилска обител,
208. Владимир Палаузов, депутат от Одеското българско настоятелство,
209. Константин Поменов, депутат от Виенското благотворително общество „Напредък",
210. Стефан Берон - депутат от Българското книжовно дружество в Браила,
211. Евгений Стоянов - от Кишиневското българско общество.

## Членове в Събранието по назначение от Императорский русский коммиссар
212. Николай Даскалов, бивши Тулчански вицегубернатор,
213. Петко Славейков из Трявна,
214. Георги Вълкович д-р медицини,
215. Райчо Каролев, училищен инспектор на Русчушката губерния,
216. Йосиф Ковачев, училищен инспектор на Софийската губерния
217. Д-р Д. Моллов, д-р медицини,
218. Андрей Манолов, член на Търновския губернски съд,
219. Янко Славчев от Варна,
220. Петър Ангелов, учител в Свищовското училище.
221. Махмуд Недим паша от Самоков,
222. (Адер) Михал бей от Плевен,
223. Хюсеин Хюсни ефенди от София,
224. Емин-ага от Русчук,
225. Хасан-Хюсни ефенди от Самоков,
226. Ахмет-ефенди от Разград,
227. Етхем-ефенди от Тутракан,
228. Мустафа ефенди от Пазарджик,
229. Халил Думанлъ от Провадия (на снимката на таблото с депутатите е посочено Халил Ефенди),
230. Ахмед бей Мараф Зааде от Видин

## Разлики в списъка с по-късни издания на Дневниците

### Лица, които не са посочени в първото издание на Дневниците
Посочените по-долу лица не присъстват в списъка на първото издание на Дневниците от 1879 г., но присъстват в изданието от 1911 г.:
- Ион Логотет – председател на Ряховския окръжен съвет. В първото издание на Дневниците е посочен Димитър Катранов. Пак там има и подпис на Д. Катранов под Конституцията. Не е ясно защо по-късно се цитира името Ион Логотет;
- Димитрий Анев, председател на Свищовския градски съвет (заменен от Гаврил Ненович още преди започване на Събранието, поради уволнението на Димитър Анев. Този въпрос е бил разискван на заседанието на 14.02.1879 г);
- Величко Хаджиангелов, председател на градския съвет в Дупница. Вместо неговото име в първото издание на Дневниците е посочено името на Васил Мазников. В. Мазников също така е подписал Конституцията. В Дневниците не е посочена причината за тази замяна.
- Василий Попович, преподавател в Софийското военно училище;
- Дечо Георгиев – председател на Ескиджумайския градски съвет.  В първото издание е посочен Христо Самсаров, пак той е подписал Конституцията;
- Харалампий Ангелов от Шуменски окръг. Харалампий (Харалан) Ангелов е заменен със следващия по брой гласове от Шумен - Хаджи Сюлейман. Това е по разпореждане на Императорския комисар княз Дондуков-Корсаков, който е искал да има 5 депутата с турска националност от Варненска губерния. В този случай е допусната неточност в изданието от 1911 г.[4]; Там името Хаджи Сюлейман присъства в списъка под номер 229 като назначен от Руския императорски комисар;
- Иван Панчев от Силистренски окръг, вместо него в първото издание е посочен Николай Балканский, подписът на последния стои под Конституцията;
- Николай Арнаудов от Орхание, вместо него в първото издание е посочен Марин Николов.

### Лица, които не са посочени в списъка с депутати на първото издание на Дневниците, но са подписали Конституцията
- Костаки Маринович избран от Русе. Неговото име не е посочено в първоначалния списък на депутатите, няма го и на таблото с портрети. От Русе обаче има три незаети мандата — на Митрополит Григорий, Епископ Климент и на Петко Каравелов, които са назначени по право. Вероятно К. Маринович пристига в Търново на мястото на някой от тях и то на по-късен етап от Събранието, тъй като в началните протоколи, когато се обсъжда списъка с депутати, неговото име не се споменава. Подписът му (Кос. Маринович) присъства под текста на Конституцията и неговата автентичност се потвърждава при сравнителен анализ.

### Лица, които не са посочени в изданието на Дневниците от 1911 г.
- Стефан Берон - депутат от Българското книжовно дружество в Браила. Княз Дондуков-Корсаков е поискал представител от Книжовното дружество, но представителят не е бил определен своевременно и не е бил записан като депутат преди започването на заседанията. Вероятно тази е причината името му да отсъства от някои издания на списъка с депутати.[21]

### Вероятни правописни грешки в изданията на Дневниците
- Цани Гинчев – председател на Търновския окръжен съвет. Така е записан в първото издание, както и на таблото с фотографии присъства името. Вероятно има правописна грешка в по-късното издание, където се среша като Цаню Пенчов.
- Николай Икономов, председател на Еленския градски съвет. В изданието от 1911 год. името е записано като Иван Икономов.
- Кръстю Денчев Сухиндолски — председател на Севлиевския окръжен съвет, записан като Христо Сухиндолски.[7]
- Георги Ненов Боров. В първото издание е записан като Георги Боров Ненович.
- Димитрий Любенов избран от Кюстендилски окръг. В изданието от 1911 год. е записан като Димитри Ангелов.
- Хаджи Генчо Хаджи Жечев от Балчик. По-късно се среща като Хаджи Поло Хаджиджиев. На портрета на таблото е записан Х.Г.Х. Цеков (Балчик).
- Гачо Цаков избран от Кулски окръг. В първото издание в списъка с депутати е фамилията е Цанков. В списъка с подписите е посочено името Г.Цаков. В изданието от 1911 г. е записано името Цочо Гачев, което е вероятна грешка.

### Несъответствия стаблотос портрети на депутатите
Виж статията Учредително събрание/Табло с портретите на депутатите
- И. Сарбанов (Лом паланка) - такова име не присъства в списъците на депутатите;
- Ка. Чиновски (София) - такова име не присъства в списъците на депутатите, вероятно е помощник на С. Лукиянов.
- И. Цанин (Враца) - вероятно това е портрет на Иван Стойнов от същия град;
- Т. Димитракиев (Врана) - портрет на Теодораки Димитриев (Тодораки Д. Хаджийски) от Враца, като има грешка и в изписването на града;
- П. Пеков (Тутракан) - в списъка с депутати е записан Параскев Пеев, вероятно се касае за правописна грешка.

###### Лица на таблото, които не са депутати:
- Александър Головин - помощник на руския императорски комисар княз Александър Дондуков-Корсаков.

## Още източници
- Палангурски, Милко. Бащите на Търновската конституция – духовниците между политиката и религията.   Великотърновски университет „Св. св. Кирил и Методий“, България.